# Pandora 30
Pandora 30 es el vigésimo álbum y el décimo sexto de estudio realizado por el grupo musical  Pandora bajo la producción de Sony Music.
Este álbum representa los 30 años de trayectoria artística del grupo, en el que muestran su gran amor a la música. Dentro del disco aparece un apartado en donde cada integrante del grupo agradece a las personas que influyeron en la vida de Pandora y cabe mencionar que una de estas es la exintegrante del grupo Liliana Abaroa, donde mencionan (Lili Abaroa tus notas sonarán siempre).
El disco contiene nuevos sonidos en las canciones, jamás antes vistos en algún tema de Pandora. Con excelentes autores incluye 12 canciones inéditas y el dueto con Carlos Rivera, así como la participación especial de Samo.
Como sencillo se lanzó el tema "Demasiado Cielo" y meses más tarde el segundo "La Otra Mujer" lanzando un nuevo video oficial en dos partes con el tema "Buena suerte".
El disco se colocó en el no. 5 de la lista de iTunes calificándolo con 5 estrellas.

## Antecedentes
A inicios de 2015, las integrantes de Pandora confirmaron que en ese mismo año lanzarían un nuevo disco de estudio festejando los 30 años de trayectoria del grupo, aunque todavía la producción estaba intitulada. El 22 de junio de 2015 se lanza de forma exclusiva en Chile el primer sencillo, "Demasiado Cielo". Un día después el videoclip, con el que confirman que el nuevo álbum se llamaría Pandora 30 y se lanzaría en septiembre al mercado y descargas digitales.

## Realización y promoción
Para el nuevo álbum se contó con algunos autores de producciones pasadas, pero con un nuevo productor. Se dio a grabar a principios de 2015. En un principio el nuevo disco iba a contener los temas más exitosos de Pandora, pero las integrantes convencieron a la disquera de hacer un disco inédito con el propósito de dar vida a nuevas canciones y que estas lleguen a las generaciones actuales. El disco empezó la promoción en redes sociales así como en programas de televisión y estaciones de radio. La gira del disco se tituló Al Cubo Tour y dio inicio el 7 de noviembre de 2015 arrancando en San Luis Potosí y también presentándose nuevamente en el Auditorio Nacional en febrero de 2016.

## Recepción
El disco lanzado en septiembre inicio contó con canciones como "La Otra Mujer", "El Cielo es Mío", "La que más te ha Querido", "Maldita Sea" y "El Día que te Dije Sí".
El disco obtuvo la cifra de 25 000 copias vendidas, a pesar de no conseguir disco de oro con una diferencia de cinco mil copias faltantes las integrantes de Pandora mencionaron que lo importante es seguir de pie y en el gusto del público. Además el trío obtuvo disco de oro por su producción siguiente a esta Navidad con Pandora.

## Videos
- Demasiado Cielo.
- La Otra Mujer.
- Buena Suerte (como segunda parte del video de "La Otra Mujer").

## Gira 2015-2016
La gira del disco fue titulada "Pandora al Cubo" en la cual presentan algunos temas de su producción nueva y los principales éxitos de su carrera.

## Lista de canciones
| N.º | Título                            | Escritor(es)                                         | Duración |  |
| 1.  | «La otra mujer»                   | Pablo Preciado, Paolo Stefanoni                      | 3:22     |  |
| 2.  | «El día que te dije “sí”»         | Armando Ávila, Marcela de la Garza                   | 3:33     |  |
| 3.  | «Demasiado cielo»                 | Bruno Danzza, Carolina Rosas                         | 3:34     |  |
| 4.  | «El cielo es mío»                 | Claudia Brant                                        | 3:08     |  |
| 5.  | «Buena suerte»                    | Armando Ávila, Carlos Lara                           | 3:44     |  |
| 6.  | «Lista de pendientes»             | Ale Zéguer, Jorge Domínguez, René Figueroa           | 3:31     |  |
| 7.  | «La que más te ha querido»        | José Luis Ortega, Michkin Boyzo                      | 3:25     |  |
| 8.  | «Justo ahora que no estás»        | Bruno Danzza, Alejandra Alberti, Pablo Todd          | 3:08     |  |
| 9.  | «Lo dijiste»                      | Carolina Rosas, Andrés «Chano» Guardado              | 3:28     |  |
| 10. | «Maldita sea» (con Carlos Rivera) | Mariano Pérez García, Carolina Rosas, Fernando Laura | 2:58     |  |
| 11. | «Qué lástima me das» (con Samo)   | Samo, Ángela Dávalos                                 | 3:38     |  |
| 12. | «Quizás será»                     | Alejandra Alberti, Fernando Laura                    | 3:44     |  |